# Parque nacional de Tunku Abdul Rahman
El Parque nacional de Tunku Abdul Rahman (en malayo: Taman Negara Tunku Abdul Rahman; también Parque marino Tunku Abdul Rahman) comprende un grupo de 5 islas situadas entre 3 y 8 kilómetros cerca a Kota Kinabalu. El parque se extiende sobre 4.929 hectáreas, dos tercios de los cuales constituyen mar. Antes de la Edad de Hielo, formaba parte de la masa de la cordillera Crocker de piedra arenisca y roca sedimentaria en el continente. Sin embargo, alrededor de un millón de años atrás, la fusión del hielo provocó cambios en el nivel del mar y las partes de la península fueron cortadas por el mar para formar las islas de Gaya, Isla de Sapi, Isla Manukan, la isla de Mamutik y Sulug. Prueba de ello puede verse en la piedra arenisca expuesta de la costa con la formación de los acantilados, cuevas, panales y grietas profundas. El parque lleva el nombre de Tunku Abdul Rahman, un ex primer primer ministro de Malasia.